# Walter Albert

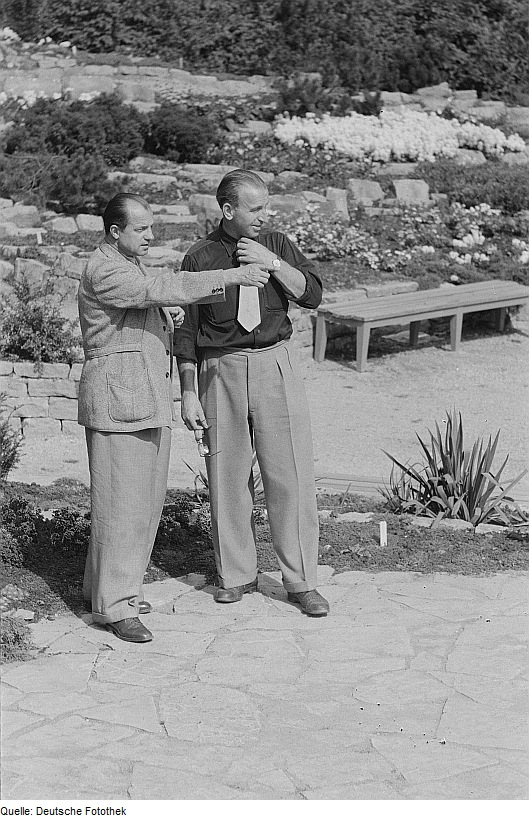
Walter Albert (links) im Steingarten der Landwirtschafts- und Gartenbauausstellung Markkleeberg

Walter Albert (* 25. Dezember 1901 in Freiberg; † 9. Dezember 1953) war ein deutscher Ausstellungsmanager und Nationalpreisträger.

## Leben
Walter Albert kam in der Bergstadt Freiberg im Königreich Sachsen als Sohn eines Landpächters zur Welt.
Bereits in der Zeit des Nationalsozialismus hatte er Anteil an der Gestaltung von Ausstellungen in Sachsen. In Zusammenhang mit dem vom Heimatwerk Sachsen organisierten Ausstellung Sachsen am Werk hielt er für den Reichssender Leipzig in dessen gleichnamigen Vortragsreihe Sachsen am Werk 1938 einen öffentlichen Vortrag im Rundfunk.
Nach dem Zweiten Weltkrieg und seiner Entlassung aus der sowjetischen Kriegsgefangenschaft arbeitete er einige Zeit im Uranbergbau der SDAG Wismut und weilte danach zum Kennenlernen der neuen Landwirtschaftstechnik in der Sowjetunion. 1949 kehrte er nach Sachsen zurück, wo er in Markkleeberg Mitarbeiter der Schauleiter der geplanten Landwirtschaftsausstellung wurde. 1950 gehörte er zum Kollektiv Landwirtschaftsausstellung und gestaltete gemeinsam mit Oskar Baumgarten aus Birkenwerder und Karl Albrecht aus Berlin-Neukölln im September 1950 die erste Landwirtschaftsausstellung der DDR in Leipzig. Dafür erhielten sie den Nationalpreis der DDR, III. Klasse.
Er arbeitete auch als Rundfunkmoderator und Publizist, war Mitarbeiter der Zeitschrift Deutsche Agrartechnik und übernahm im Sommer 1953 den Vorsitz des Fachverbandes Agrar- und Fischereitechnik. Kurz darauf starb er während der Vorbereitung der für 1954 geplanten Landwirtschaftsausstellung der DDR in Markkleeberg.